# Oulad Msabbel
Oulad Msabbel (franska: Oulad Msabbel (CR), Oulad Msabbel (Commune Rurale), arabiska: أولاد مسعود) är en kommun i Marocko.   Den ligger i provinsen El Kelaâ des Sraghna och regionen Marrakech-Safi, i den norra delen av landet, 190 km söder om huvudstaden Rabat. Antalet invånare är 5 506.